# Hypdonus
Hypdonus is een geslacht van kevers uit de familie  
kniptorren (Elateridae).
Het geslacht is voor het eerst wetenschappelijk beschreven in 1929 door Fleutiaux.

## Soorten
Het geslacht omvat de volgende soorten:
- Hypdonus bakeri Fleutiaux, 1914
- Hypdonus borneoensis Ôhira, 1973
- Hypdonus fasciatus (Candèze, 1865)
- Hypdonus singaporensis Ôhira, 1970